# 600.
600. je prvo desetletje v 7. stoletju med letoma 600 in 609. 